# Le Chautay
Le Chautay é uma comuna francesa na região administrativa do Centro, no departamento de Cher. Estende-se por uma área de 14,74 km². Em 2010 a comuna tinha 282 habitantes (densidade: 19,1 hab./km²).